# BRAVE STORM ブレイブストーム
『BRAVE STORM ブレイブストーム』は、2017年11月10日公開の日本の映画作品。2DとMX4Dの2種類が公開される。
1970年代に放送された宣弘社制作の特撮テレビドラマ『シルバー仮面』と『スーパーロボット レッドバロン』を1つの作品として再構成したリブート映画である。

## 製作
製作は、元円谷プロダクション副社長の岡部淳也が設立したブラストが手がけ、プロデューサー・脚本・編集・監督を岡部自身が務める。制作体制も、現在の映画業界の主流である製作委員会方式をとらず、岡部による自己資金調達が行われた。公開前には、広告宣伝費を募るクラウドファンディングが実施された。
本作品の企画は、2015年9月ごろに宣弘社作品の映画化権を有していたフィギュアメーカー・アルバトロスから、岡部のもとに『シルバー仮面』『アイアンキング』『スーパーロボット レッドバロン』を合体させた映画作品として持ち込まれた。岡部は3作品をまとめるのは難しいと考え、『シルバー仮面』と『レッドバロン』の2作品に絞ることを提案し、自ら脚本を執筆した。タイトルはアルバトロスから持ちかけられた時点ですでに決定しており、岡部は命名理由については知らないと述べている。
岡部は製作委員会方式としなかったことについて、円谷プロの役職を離れた自身に後ろ盾がないことや、小学生時代の学級委員会でのトラウマから合議制を苦手としていることなどを理由に挙げている。
特撮面では、デジタル表現を重視し、従来的なミニチュア撮影は用いていない。一方、エイリアン関連の描写には、特殊造型やメカニカル技術などのアナログ特撮を多用している。造型に際し、映画『アイアンマン』でも使用されたStratasys社の3Dプリンターが導入された。
スタッフには岡部が懇意にする面々が多く参加している。メカデザインを担当したバンコク在住のデザイナー・Skan Srisuwan（スカン・スリスワン）は、岡部がバンコク時代に仕事をともにしており、日本の特撮キャラクターとは異なるインダストリアルデザイン寄りのキャラクターを実現するために起用された。サウンド担当のMike Verta（マイケル・バータ）は、岡部が手がけた映画『D』や『大怪獣バトル ウルトラ銀河伝説 THE MOVIE』に参加しており、本作品ではサウンドトラックだけでなくSEや仕上げ作業など、音響全般を手がけている。
キャスティングでは、映画としての芝居を充実させたいとの考えから、演技が上手くかつ将来性が期待されている俳優の起用が意図された。特に、太極拳選手として高い実績を持つ山本千尋によるアクションは、クライマックスの見せ場の1つとして位置づけられている。春日光一役の春日光一（俳優）は一般オーディションで起用され、本作品がデビュー作となった。
2017年11月11日にはTOHOシネマズ上野にて公開記念舞台挨拶が開催され、岡部と主要キャスト陣が登壇した。

## ストーリー
西暦2050年、環境改変機能を備えた巨大ロボット“ブラックバロン”、クローン増殖させたチグリス星人、人間に偽装するヒューマノイドなど、強大な力を持つキルギス星人によって地球は大半を侵略され、人類は滅亡の危機に瀕していた。迫る人類滅亡を回避するため、春日光二・はるか・光三の兄妹3人は奪取したブラックバロンの設計データを持ち、長兄と長女を残したまま、キルギス星人が襲来する以前に時間遡行する。 
西暦2018年、天才ボクサーの紅健は地下格闘技場で人間離れした対戦相手と戦い、さらにチグリス星人に殺されそうになるが、強化スーツ“シルバー”を身にまとった春日光二に助けられる。春日兄妹の隠れ家で健を待っていたのは、5年前に突然消息不明になった兄の紅健一郎と、完成間近の巨大ロボット“レッドバロン”だった。
西暦2013年に到着した春日兄妹は、ロボット工学者の紅健一郎に未来の惨状を伝え、起死回生の切り札“レッドバロン”の建造を依頼しており、その条件として健一郎がパイロットに指定したのが、弟の健であった。健が兄の生存とレッドバロンに驚愕した時、隠れ家をキルギス星人のヒューマノイド部隊とボーグが急襲する。シルバーで迎え撃つ光二だったがボーグを相手に苦戦し、地下格納庫のレッドバロンが破壊されそうになる。健の生体認証によって起動したレッドバロンは、発進シチュエーションを管理する健一郎を残し、春日兄妹と共に崩れ落ちる隠れ家からの脱出に成功する。第二の隠れ家で光三はシルバースーツのバージョンアップを進め、健とはるかはレッドバロンのAIとしてプログラムされていた健一郎の疑似人格のアドバイスに従い、月面でレッドバロンの習熟訓練を行う。
一方、キルギス星人は春日兄妹の隠れ家から回収した設計データを参考に、ブラックバロンを完成させていた。東京湾から上陸したブラックバロンは、惑星改造装置を稼働させるため、国会議事堂を目指して移動を開始する。月面から帰還したレッドバロンとブラックバロンは、白昼の銀座で激突する。光二は新型シルバースーツを装備し、激突する巨大ロボット同士の足元でボーグとの激闘を繰り広げる。

## 登場キャラクターとキャスト
春日 光二（）
演 - 大東駿介
春日兄妹の次男。30歳。
敵の脅威に常にさらされているため、強化スーツ・シルバースーツを常時着用している。
- 演じる大東駿介は、光二はスーツを着ていてもヒーローではなくあくまで普通の人間であると評しているほか、正義感が強いがゆえの危うさも意識したと述べている。また、痛みを伴うヒーローにしたかったとも述べている。
- 顔面すべてをマスクで覆った新型シルバー（シルバー（R2））は、新田匡章が演じる。

紅 健（）
演 - 渡部秀
天才ボクサー。地下格闘技場で賭けボクシングに参加している。26歳。
兄の健一郎によって巨大ロボット“レッドバロン”の操縦者に指定される。
- 演じる渡部秀は、本作品への出演に際してボクシングのトレーニングに初挑戦した。また、本作品の内容については、二人の（光二との）成長物語でもあると思うと述べている。

春日 はるか（）
演 - 山本千尋
春日兄妹の次女。22歳。
テレポーテーションなどのサイキック能力を持ち、剣でも戦う。
- 演じる山本千尋は中国武術を3歳から習っているが、岡部との打ち合わせを経て逆に中国色を抜き、剣でカッコよく決めようということになった。また、本作品が特撮初参加であったが、その後は『仮面ライダー平成ジェネレーションズ Dr.パックマン対エグゼイド&ゴーストwithレジェンドライダー』や『ウルトラマンジード』などでアクション女優としての認知度が上がっており、岡部は当初に想定していたサプライズ感は薄れてしまったと述べている。

春日 光三（）
演 - タモト清嵐
春日兄妹の三男。26歳。
異星人の偽装を見破る眼鏡型デバイスを持ち、シルバースーツの整備や改良を行う。
春日 光一（）
演 - 春日光一
春日兄妹の長男。36歳。
時間遡行機とシルバースーツの開発者。光二らを過去に送り出すため、2050年に留まる。
春日 ひとみ（）
演 - 壇蜜
春日兄弟の長女。28歳。
光一とともに2050年に残る。
紅 健一郎（）
演 - 吉沢悠
健の兄であるロボット工学者。36歳。
春日兄妹の頼みを聞き入れ、5年で巨大ロボット“レッドバロン”を作り上げた。
キルギス星人
地球侵略を目論む宇宙人。地球の環境をキルギス星と同様に改変し、人類を滅ぼした後の大量移住を画策する。
チグリス星人
キルギス星人配下の宇宙人。培養槽で量産される。
ボーグ
演 - 松崎悠希
キルギス星人が使役するサイボーグ。腕部に破壊光線銃が内蔵されている。
シュウ
演 - 藤田富
紅健のボクシングジム仲間。
トレーナー
演 - 泉谷しげる
紅健の所属するボクシングジムのトレーナー。
静 弦太郎（）
演 - 寺脇康文

## 登場メカ
シルバースーツ（R1）
- 身長：185センチメートル
- 体重：85キログラム（スーツ重量含）
- 出力：5馬力

光二が身にまとっている強化スーツ。人体の能力を500パーセント向上させる機能を持ち、2つの銃口からそれぞれエネルギー弾とグレネード弾を発射する拳銃を武器とする。
- R1でのアクションのほとんどは、光二役の大東自身が担当した。スーツは大東とスーツアクターのボディラインを計測し、身体にフィットさせている。監督の岡部は制作に際し、ロサンゼルスで展示されていた映画『シビル・ウォー/キャプテン・アメリカ』や『ブラックパンサー』に登場するブラックパンサーのスーツを参考とした。

シルバースーツ（R2）
- 身長・体重：R1と同一
- 出力：15馬力

光三によって強化されたシルバースーツ。マスクはフルフェイス型であり、背中に大型ナイフを2丁装備する。拳銃も2丁装備する。
- R2でのアクションは、スタントマンの新田匡章が担当した。新田は、大東の古傷に基づく動きの癖もトレースしている。

レッドバロン
- 体長：40メートル
- 重量：150トン
- 出力：100万馬力

紅健一郎が、春日兄妹のもたらしたブラックバロンの設計図を元に開発した巨大ロボット。ブラックバロンの惑星改造装置に代わって全身に電極が張り巡らされており、これを開放して放つ放電光線エレクトリッガーが必殺技である。脚部と掌に計8基のジェットエンジンを備え、宇宙空間でも飛行できる。
- 岡部は、イメージソースとして映画『ロボコップ』に登場するロボット・ED-209を挙げている。

ブラックバロン
- 体長：53メートル
- 重量：160トン
- 出力：80万馬力

キルギス星人の侵略兵器である巨大ロボット。地球の大気をキルギス星と同じものに変える惑星改造装置を持つ。両肩にレーザー砲を装備している。

## スタッフ
- プロデューサー・脚本・編集・監督：岡部淳也
- エグゼクティブ・プロデューサー：村田修一
- 原作：宣弘社
- 脚本協力：北村龍平
- クリーチャーデザイン：竹谷隆之
- メカデザイン：Skan Srisuwan
- サウンド：Mike Verta
- CG/VFX：ブラストCG/VFX部
- 特殊造形：ブラスト美術造形部、ZEPPET
- 製作：株式会社ブラスト
- 配給：株式会社プレシディオ
- 著作権：(c)albatross japan